# Digital-Coded Squelch
DCS (Digital-Coded Squelch) je digitální kódový systém, který slouží k utlumení nežádoucího šumu a rušení v radiokomunikaci. DCS se používá v digitálních vysílačích a přijímačích a poskytuje vysokou úroveň ochrany před rušením a narušením signálu.
DCS funguje na základě vysílání digitálního kódu spolu s hlasovým signálem vysílače. Přijímač musí být nastaven na stejný digitální kód jako vysílač, aby mohl dekódovat a zobrazit příchozí signál. Pokud přijímač není nastaven na stejný digitální kód jako vysílač, signál bude ignorován a přijímač nezobrazí žádný příchozí signál nebo šum.
DCS je obecně považován za spolehlivější než CTCSS, protože digitální kódy jsou méně náchylné k rušení než analogové tóny CTCSS. Nicméně, DCS vyžaduje vysokou úroveň synchronizace mezi vysílačem a přijímačem a je obecně dražší než CTCSS.